# Боян Маричич
Боян Маричич (на македонска литературна норма: Бојан Маричиќ) е политик от Северна Македония, министър на правосъдието от 30 август 2020 година.

## Биография
Роден е на 7 януари 1983 година в Скопие. През 2006 година завършва международно право в Юридическия факултет на Скопския университет, а през 2009 година магистратура по международно и европейско право в Амстердамския университет със стипендия от програма МТЕК на министерството на външните работи на Нидерландия. През 2011 година завършва втора магистратура по Съвременни европейски изследвания в Юнивърсити Колидж във Великобритания отново със стипендия, този път на министерството на външните работи на Обединеното кралство.
От 2006 година е демонстратор по право на Европейския съюз в Юридическия факултет „Юстиниан Първи“ в Скопие. Между февруари 2007 и август 2008 година е асистент по проект за сближаване към европейското законодателство на Сектор за правни и кадрови работи на министерството на вътрешните работи. От септември 2009 до септември 2010 година е координатор по проект и аналитик в правна програма, програма на публична администрация и европейските програми във Фондация „Отворено общество“ в Северна Македония. В периода септември 2011 – ноември 2013 година е старши изследовател за правни и политически въпроси на Евротинк-Център за европейски стратегии. Между октомври 2012 и октомври 2013 година е научен сътрудник по проект на Фулбрайт на проф. Кит Браун от Университета „Браун“ в САЩ. В периода ноември 2013-юни 2017 година е изпълнителен директор на Евротинк. От юни 2017 до януари 2020 година е специален съветник за евроатлантическа интеграция на министър-председателя на Северна Македония. От юли 2018 година е заместник главен политически преговарящ, главен технически преговарящ и началник на технически преговорен екип за влизане на Северна Македония в Европейския съюз. През януари 2020 година е национален координатор за интеграция в Европейския съюз, Берлинския процес и регионално сътрудничество.
На 30 август 2020 година Маричич е избран за министър на правосъдието във второто правителство на Зоран Заев.